# Zaklîmok, Romnî
Zaklîmok (în ucraineană Заклимок) este un sat în comuna Hmeliv din raionul Romnî, regiunea Sumî, Ucraina.

## Demografie
Componența lingvistică a localității Zaklîmok
     Ucraineană (99,52%)
     Alte limbi (0,48%)
Conform recensământului din 2001, majoritatea populației localității Zaklîmok era vorbitoare de ucraineană (99,52%), existând în minoritate și vorbitori de alte limbi.